# Mandaryna
Mandaryna, właśc. Marta Katarzyna Wiśniewska z domu Mandrykiewicz (ur. 12 marca 1978 w Łodzi) – polska piosenkarka, tancerka, instruktorka tańca, choreografka i międzynarodowy sędzia tańca hip-hop, a także była aktorka i prezenterka telewizyjna.
Rozpoznawalność w mediach przyniósł jej związek uczuciowy z Michałem Wiśniewskim, liderem zespołu Ich Troje, którego była tancerką i choreografką. W 2004 zadebiutowała jako wokalistka singlem „Here I Go Again” (cover piosenki Whitesnake). Jej pierwsze dwa albumy studyjne – Mandaryna.com (2004) i Mandarynkowy sen (2005) – odniosły sukces komercyjny w Polsce. Pochodzący z drugiej płyty utwór „Ev’ry Night” stał się ogólnopolskim przebojem, choć jego wykonanie przez Mandarynę podczas festiwalu sopockiego w 2005 wywołało poruszenie w mediach i zarzucenie artystce braku umiejętności wokalnych. W 2007 otworzyła szkołę tańca „Mandaryna Dance Studio”. W 2009 wydała album studyjny pt. AOK. W 2013 ogłosiła koniec kariery muzycznej, ale w 2018 powróciła do koncertowania. 

## Życiorys

### Rodzina i edukacja
Jest córką Wiesławy i Romana Mandrykiewiczów. Ma młodszą siostrę, Małgorzatę (ur. 1985).
Ukończyła policealne studium zawodowe Szkołę Projektowania i Reklamy na Wydziale Aktorskim przy Wyższej Szkole Sztuki i Projektowania w Łodzi. Z wykształcenia jest animatorem kultury. Uczęszczała również do Szkoły Aktorskiej Haliny i Jana Machulskich w Warszawie. W 2006 brała lekcje śpiewu.

### Początki kariery
Będąc uczennicą trzeciej klasy szkoły podstawowej wstąpiła do zespołu dziecięcego Krajki, w którym tańczyła przez siedem lat. W 1996 jako członkini zespołu tanecznego 7 coma 7 zdobyła mistrzostwo Polski w tańcu hip-hop.
Na początku XXI wieku nawiązała współpracę z zespołem Ich Troje jako tancerka, a później również choreografka. Przez prawie trzy lata uczęszczała do szkoły kaskaderskiej, poza tym doskonaliła swoje umiejętności podczas zajęć z akrobatyki. W 2000 rozpoczęła tworzenie własnego zespołu tanecznego. Początkowo rozbudowywała skład tańczący w Ich Troje, później zdecydowała się na zorganizowanie castingu i przyjęcie do zespołu kilkunastu nowych osób oraz zaangażowanie ich do projektów innych niż Ich Troje.

### Kariera muzyczna

#### 2003–2004:Jestem jaki jestem, debiut muzyczny iMandaryna.com
Popularność w mediach zyskała dzięki występom z mężem Michałem Wiśniewskim w programie typu reality show Jestem jaki jestem (2003–2004). Na potrzeby programu nagrała i zaśpiewała dla męża dwa utwory: „Stand by Your Man” i „Śliczny obcy pan”, a nagrania skłoniły ją do rozpoczęcia kariery muzycznej, do której zaczęła się przygotowywać zimą 2003. 21 czerwca 2004 wydała – jako dodatek do czasopisma „Naj” – minialbum pt. Mandaryna, na którym umieściła pięć utworów: „Jesteś, ale cię nie ma”, „Idę przez deszcz”, „Jungle Mix”, „Wystarczysz ty” (utwór w wykonaniu Michała Wiśniewskiego) i taneczną wersję utworu „Summertime” Matthiasa Reima. Przy pracy nad debiutanckim singlem podjęła się współpracy z niemieckim zespołem Groove Coverage, który poznała w trakcie nagrywania Jestem jaki jestem. Efektem współpracy był solowy cover piosenki Whitesnake „Here I Go Again”, którym Mandaryna zapowiadała swoją debiutancką płytę.
9 sierpnia 2004 wydała album pt. Mandaryna.com, za którego produkcję odpowiadał Groove Coverage oraz inni niemieccy producenci – Harald Reitinger, Ulrich Fischer i Axel Konrad. Utrzymany w gatunkach dance i pop krążek osiągnął sukces komercyjny, docierając do ósmej pozycji listy sprzedaży albumów w Polsce i pokrywając się złotem za sprzedaż ponad 35 tys. kopii. W czerwcu 2005 wystąpiła na festiwalu TOPtrendy 2005 jako jeden z artystów, którzy sprzedali najwięcej albumów w poprzednim roku – Mandaryna.com była 10. najchętniej kupowaną płytą w Polsce w 2004.

#### 2005–2006:Mandarynkowy seni występ na Sopot Festivalu
Od stycznia od sierpnia 2005 odbyła trasę koncertową po Polsce, podczas której promowała swój debiutancki album. 15 lipca wydała singiel „Ev’ry Night”, którym zapowiadała drugi album studyjny. Z utworem dotarła do list przebojów w Austrii: zajęła trzecie miejsce na DJ-Charts i pierwsze miejsce na Top 19 Clubtunes. Promowany przez singiel „Ev’ry Night” album studyjny pt. Mandarynkowy sen ukazał się 22 sierpnia i dwa tygodnie po premierze znalazł się na szczycie notowania sprzedaży albumów w Polsce, utrzymując się na pierwszym miejscu przez kolejne dwa tygodnie. Produkcją materiału zajęli się Harald Reitinger i Uli Fisher. Mandaryna w sierpniu tego samego roku zakończyła współpracę z agencją menedżerską Rock House Entertainment, a jej nowym agentem został Jacek Siębor.  Z utworem „Ev’ry Night” zakwalifikowała się do konkursu o Bursztynowego Słowika podczas Sopot Festivalu 2005. Po tym, jak na kilka dni przed koncertem festiwalowym do Internetu wyciekło amatorskie nagranie, na którym słychać fałszującą Mandarynę, piosenkarka zdecydowała się na występ bez użycia playbacku. 3 września zaśpiewała utwór „Ev’ry Night” i cover piosenki zespołu 2 plus 1 „Windą do nieba” na Sopot Festivalu 2005 i choć jej występ, a zwłaszcza warunki wokalne, spotkał się z dezaprobatą jury, to piosenkarka zajęła drugie miejsce w głosowaniu widzów (uzyskała 16% głosów). W późniejszych latach tłumaczyła nieudany występ na festiwalu problemami technicznymi, w tym niedziałającym odsłuchem i wyłączonymi mikrofonami chórku, który towarzyszył jej na scenie.
Po występie na festiwalu wydała cover piosenki zespołu Bon Jovi „You Give Love a Bad Name”, który wybrała na drugi singiel z Mandarynkowego snu. W drugiej połowie 2005 odbyła trasę koncertową w Stanach Zjednoczonych i zagrała dwa koncerty w Niemczech dla tamtejszej Polonii, wystąpiła także w Polsce na kilku telewizyjnych koncertach z cyklu Hity Na Czasie. W lipcu 2006 wystąpiła na festiwalu TOPtrendy 2006 jako jeden z artystów, którzy sprzedali najwięcej płyt w poprzednim roku – Mandarynkowy sen był szóstym najchętniej kupowanym albumem w Polsce w 2005. W tym samym roku zakończyła współpracę z wytwórnią Universal Music Polska i podpisała kontrakt z firmą Promotion House założoną przez Katarzynę Kanclerz. Poza tym wzięła udział w koncercie dla Varius Manx, który został zorganizowany przez telewizję Polsat, a we wrześniu opublikowała piosenkę „Stay Together” wraz z teledyskiem, który nagrała w Ukrainie.

#### 2007–2017:AOKi zawieszenie kariery muzycznej

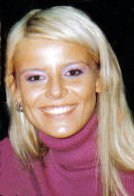
Mandaryna (2007)

W 2007 odbyła kolejną trasę koncertową po Stanach Zjednoczonych dla amerykańskiej Polonii. W czerwcu poinformowała o nagraniu materiału na nowy album. Płytę zapowiedziała singlem „Heaven”, który został uznany za plagiat piosenki „Jump” Madonny. Latem zagrała kilka koncertów w Polsce. W tym samym czasie producent Marek Sośnicki popadł w konflikt z Mandaryną i Katarzyną Kanclerz, twierdząc, że nie zapłacono mu za skomponowanie nowych piosenek. Od maja do sierpnia 2008 koncertowała po Polsce. Pod koniec roku zakończyła współpracę menedżerską z Katarzyną Kanclerz.
W styczniu i lutym 2009 odbyła kolejną trasę koncertową po Polsce, a w maju zagrała dwa koncerty w Stanach Zjednoczonych dla amerykańskiej Polonii. W lipcu  wydała singiel „Good Dog, Bad Dog”, który zapowiadała swoją nową płytę. 8 sierpnia nakładem wydawnictwa Fonografika wydała album pt. AOK. We wrześniu 2010 potwierdziła, że jej nowym menedżerem został jej były mąż, Michał Wiśniewski, oraz poinformowała, że pracuje nad nowym albumem z producentem jej pierwszych płyt, Haraldem Reitingerem. Wiśniewski w tym czasie potwierdził współpracę Mandaryny z DJ-em BoBo, co po latach zostało zdementowane przez wokalistkę. W lutym 2011 premierę miał album zespołu Letni Chamski Podryw pt. Oranżada, koleżanki, petardy zawierający m.in. utwór „Pałer of lof”, w którym gościnnie zaśpiewała Mandaryna. 
Latem 2012 zapowiedziała swój nowy album studyjny singlem „Bring the Beat”, który był utrzymany w tanecznym stylu z elementami dubstepu, a w styczniu 2013 opublikowała teledysk do piosenki. Mimo zapowiedzi wydania nowej płyty, pod wstępnym tytułem Sugar Sugar, w październiku 2013 ogłosiła koniec kariery muzycznej z uwagi na otwieranie nowych szkół tańca „Mandaryna Dance Studio”.

#### Od 2018: Powrót do koncertowania i muzyki

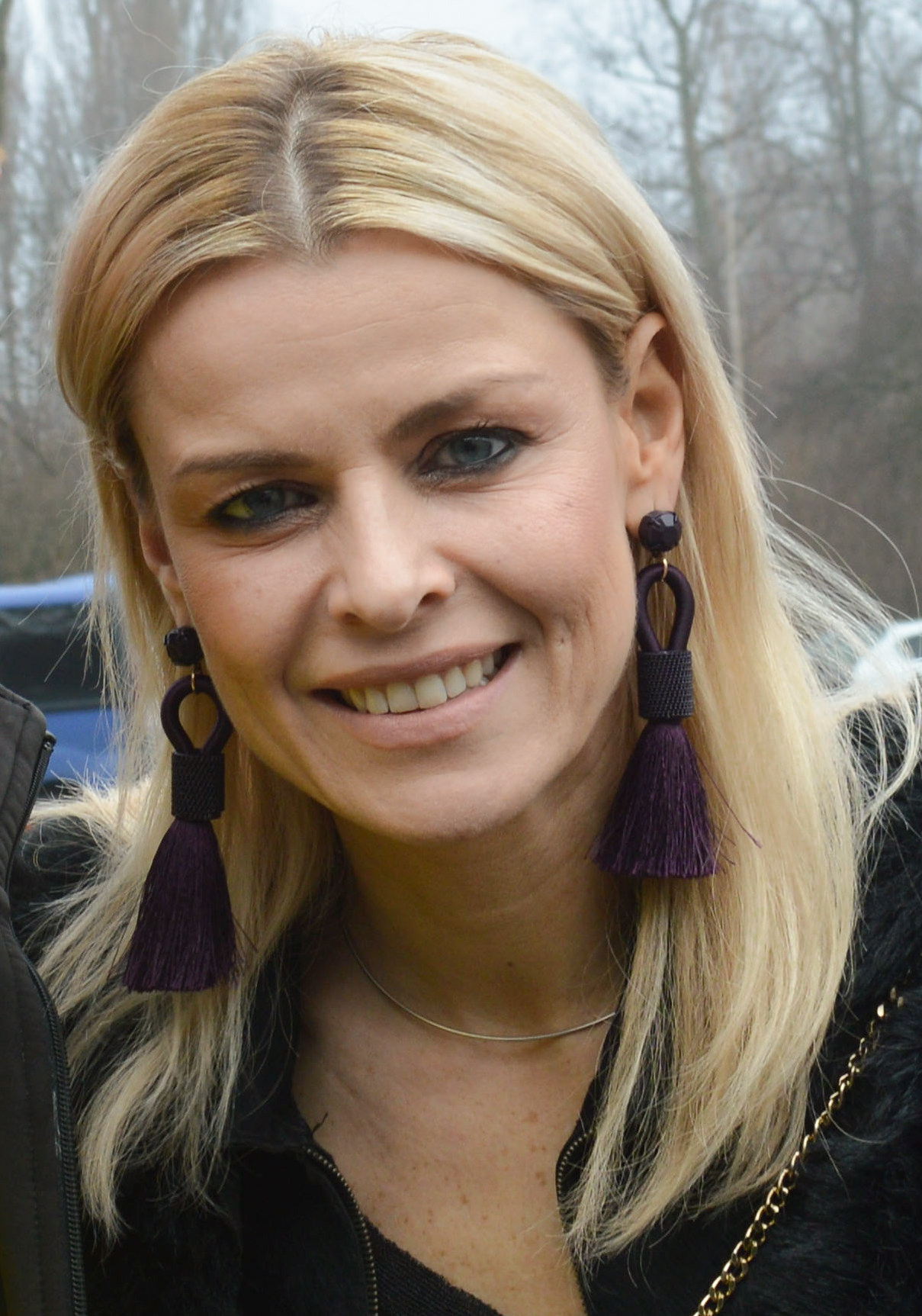
Mandaryna (2018)

Utwór „Ev’ry Night” od 2016 ponownie zaczął cieszyć się dużą popularnością w sieci za sprawą Patryka Chilewicza i Adama Mączewskiego, twórców internetowego profilu „Vogule Poland”, którzy sporadycznie przypominali internautom wpadkę Mandaryny z Sopot Festivalu 2005, poza tym puszczali piosenkę na organizowanych przez siebie imprezach klubowych, a także wyprodukowali koszulki z nadrukowanymi hasłami: „Znacie ewry najt?” i „Haba” (nawiązującymi do występu Mandaryny na festiwalu sopockim) oraz parafrazą „Make Mandaryna Great Again”. W związku z rosnącym zainteresowaniem wokół Mandaryny artystka na początku 2018 ogłosiła powrót do koncertowania i 27 stycznia wystąpiła w klubie gejowskim „HAH” we Wrocławiu, a do końca roku zagrała jeszcze kilka koncertów klubowych. 28 lipca 2018 wystąpiła na 23. Ogólnopolskim Festiwalu Muzyki Tanecznej w Ostródzie, który był transmitowany przez telewizję Polo TV. 13 sierpnia zagrała koncert na FEST Festivalu w Chorzowie. 27 sierpnia opublikowała piosenkę „Not Perfect”, do której nakręciła teledysk. 16 sierpnia 2020 zaśpiewała gościnnie fragment „Ev’ry Night” w trakcie występu zespołu Ich Troje podczas telewizyjnego koncertu Lato, muzyka, zabawa. Wakacyjna trasa Dwójki w Augustowie. 31 grudnia wystąpiła podczas plenerowego koncertu Sylwestrowa Moc Przebojów telewizji Polsat w Warszawie.
21 lipca 2021 wydała utwór „Nie będziesz szła sama”, cover piosenki zespołu Tatu „All the Things She Said”, który nagrała z Gosią Andrzejewicz i Iną. 20 listopada wydała teledysk do utworu „Love Is Just a Game” pochodzącego z płyty Mandaryna.com. W grudniu w serwisach streamingowych została wydana zremasterowana wersja jej debiutanckiego albumu pt. Mandaryna One. 4 marca 2022 wydała singiel „Po(między)”, do którego napisała tekst. 18 maja tego samego roku miał premierę singiel Anny Świątczak „Od nowa”, w którym gościnnie zaśpiewała Mandaryna. W marcu 2025 wydała singel „Lecę”, a w czerwcu tego samego roku wystąpiła gościnnie podczas koncertu z okazji 30-lecia działalności Ich Troje w Operze Leśnej w Sopocie, który miesiąc później został wyemitowany przez TVP1 pod hasłem „Zawsze z Wami chciałbym być”. 

### Inne przedsięwzięcia
W latach 2003–2004 grała Kasię Sarnecką w serialu TVN Na Wspólnej. W 2007 pojawiła się w roli piosenkarki Rosy w serialu Pierwsza miłość w Polsacie i Justyny Walczak w serialu Kryminalni w TVN.
14 września 2007 w Mińsku Mazowieckim otworzyła pierwszy oddział „Mandaryna Dance Studio”, a do końca roku uruchomiła filie szkoły: w Oleśnicy i Kraśniku, przy czym tę ostatnią zamknęła wiosną 2008. Również w 2008 otworzyła kolejne filie swojej szkoły tańca w: Warszawie, Katowicach, Gorzowie Wielkopolskim i Kamionie, a także zainicjowała powstanie młodzieżowej formacji tanecznej 2be3. Latem 2020 ponownie została choreografem koncertowym zespołu Ich Troje.
Wzięła udział w sesji zdjęciowej dla dwóch wydań magazynu „CKM” (2005, 2009).
Pod koniec 2005 wystąpiła w reklamie producenta herbat odchudzających Bio-Active. W maju 2024 wystąpiła w reklamie promującej bezalkoholowe piwo Żywiec.
20 i 27 sierpnia 2005 telewizja Polsat wyemitowała dwa pilotażowe odcinki programu Let’s Dance, czyli zrobię dla was wszystko prowadzonego przez Mandarynę, jednak z powodu niskiej oglądalności zaprzestano jego dalszej produkcji po emisji dwóch odcinków. Wiosną 2009 telewizja TVP2 wyemitowała odcinek programu Fort Boyard z udziałem Mandaryny jako kapitana drużyny. W 2010 była jurorką w drugiej edycji programu Viva Polska Hot or Not. Od września 2011 do sierpnia 2012 prowadziła program Eurodance Top 20 w internetowej telewizji TV.Disco. W marcu 2018 premierę miał odcinek programu typu talk-show Kuba Wojewódzki z udziałem Mandaryny, który obejrzało ponad 1,4 mln widzów. Latem 2024 wzięła udział z córką, Fabienne Wiśniewską, w szóstej edycji programu typu reality show Azja Express w TVN. W styczniu 2025 razem ze swoimi dziećmi, Xavierem i Fabienne Wiśniewskimi, poprowadziła cykl DD Dance w programie Dzień dobry TVN.
Sieć sklepów odzieżowych Orsay w 2006 wypuściła kolekcję ubrań „Mandaryna by Orsay”.
W styczniu 2007 wzięła udział w biegu zorganizowanym pod hasłem „Policz się z cukrzycą” w ramach 15. finału Wielkiej Orkiestry Świątecznej Pomocy.
18 czerwca 2021 w klubokawiarni „Kipisz” w Łodzi miał premierę jej performance oŚĆ! w reżyserii Małgorzaty Haduch.

## Życie prywatne

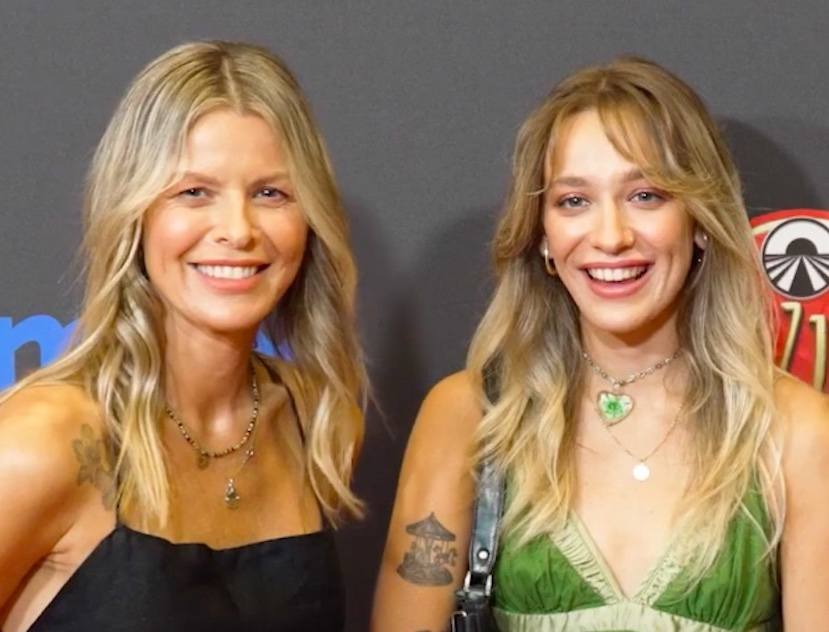
Mandaryna z córką, Fabienne (2024)

W latach 2002–2006 była żoną Michała Wiśniewskiego. Pobrali się 11 lutego 2002, a 10 grudnia 2003 wzięli ślub kościelny w Kirunie; ceremonia była transmitowana przez stację telewizyjną TVN. Z Wiśniewskim ma syna Xaviera Michała (ur. 24 czerwca 2002) i córkę Fabienne Martę (ur. 21 sierpnia 2003). Rozwiedli się 18 kwietnia 2006. Następnie była związana z instruktorem kitesurfingu Michałem Szatkowskim (w latach 2007–2009), fotografem Wojciechem Bąkiewiczem (2010–2015) i radcą prawnym Pawłem Wójcikiem (2017–2019). Od 2022 jej partnerem jest oświetleniowiec Adrian Szlażewicz.

## Dyskografia
- Mandaryna.com (2004)
- Mandarynkowy sen (2005)
- AOK (2009)

## Filmografia
- 2001: Cisza
- 2002: Gwiazdor – jako ona sama
- 2003-2004: Na Wspólnej – jako Kasia Sarnecka
- 2006-2007: Pierwsza miłość – jako Rosa
- 2007: Kryminalni – jako Justyna Walczak

## Nagrody i nominacje
| Rok  | Konkurs           | Kategoria                                                          | Rezultat   |
| ---- | ----------------- | ------------------------------------------------------------------ | ---------- |
| 2004 | Yach Film         | Cytryna, czyli najbardziej obciachowy klip („Here I Go Again”)     | Nominacja  |
| 2005 | Press             | Najczęściej pojawiająca się osoba na okładkach gazet w 2004 roku   | Wygrana    |
| 2005 | Bisery            | Baty Bis Polskiego Radia, czyli najgorsze wydarzenie muzyczne roku | Nominacja  |
| 2005 | Sopot Festival    | Słowik Publiczności                                                | 2. miejsce |
| 2005 | Sopot Festival    | Bursztynowy Słowik                                                 | Nominacja  |
| 2005 | Róże Gali         | Piękne Debiuty                                                     | Nominacja  |
| 2005 | Rewia             | Pozytywny bohater Rewii                                            | Wygrana    |
| 2005 | Eska Music Award  | Artystka roku – Polska                                             | Wygrana    |
| 2010 | Viva Comet Awards | Image roku                                                         | Nominacja  |